# جوئل ویتبرن
جوئل ویتبرن (انگلیسی: Joel Whitburn؛ ‏ ۲۹ نوامبر ۱۹۳۹ – ۱۴ ژوئن ۲۰۲۲) مؤلف، مورخ و منتقد موسیقی اهل ایالات متحده آمریکا بود.
او در واواتوسا، ویسکانسین زاده شد و به سبب علاقه به موسیقی ار همان کودکی مشغول جمع‌آوری صفحه‌های موسیقی شد. او در سال ۱۹۵۳ مشترکِ مجلهٔ بیلبورد شد. از سال ۱۹۵۸ که بیلبورد هات ۱۰۰ آغاز به‌کار نمود، برترین‌های موسیقی را در جایی برای خود یادداشت و ثبت می‌کرد. وی در دانشگاه المهرست و دانشگاه ویسکانسین در میلواکی تحصیل کرد اما از هیچ‌کدام مدرک دانشگاهی دریافت ننمود. او در سال ۱۹۷۰ «شرکت رکوردز ریسرچ» را در منومنی فولز بنیان نهاد و تیمی از پژوهشگران را گرد هم آورد تا تمام جداول موسیقی و ویدیوئی بیلبورد را با جزئیات تمام بررسی کنند و قرارداد مجوزی نیز با مجلهٔ بیلبورد امضا نمود.
کتاب برجسته او «تک‌آهنگ‌های برتر پاپ» نام داشت، که تاریخچه نمودارهای تک‌آهنگ‌های محبوب بیلبورد و به‌ویژه بیلبورد هات ۱۰۰ را پوشش می‌دهد. جدیدترین نسخه، «تک‌آهنگ‌های برتر پاپ» ۱۹۵۵–۲۰۱۸، در ژوئن ۲۰۱۹ منتشر شد. ویتبرن همچنین نویسنده مجموعه «۴۰ ترانهٔ برتر» بود که توسط شرکت انتشاراتی «بیلبورد بوکز» منتشر شد. نسخه نهم این کتاب، که سال‌های ۱۹۵۵ تا ۲۰۰۹ را پوشش می‌دهد، در سال ۲۰۱۲ منتشر شد.